# Mojinos Escozíos
Mojinos Escozíos es un grupo de hard rock español que destaca, sobre todo, por las letras de sus canciones, que pueden considerarse irreverentes, humorísticas e incluso escatológicas. Su estilo ronda entre el hard rock y el heavy metal, aunque algunas canciones también se encuentran influenciadas por el blues rock.

## Historia

### Los inicios y etapa en Horus
Los componentes del grupo se conocieron en Mollet del Vallés (Barcelona). En 1994 formaron el grupo, actuando en pequeñas salas. En 1996, una discográfica les propuso grabar un disco, pero tras ello decidió no publicarlo, debido al contenido de las canciones.
Se hicieron populares gracias a un programa de radio de José Antonio Abellán y a la revista El Jueves, lo que propició que, finalmente, el disco se publicase. El productor del disco fue Esteve Coll, que trabajaría habitualmente con el grupo. La discográfica Horus les garantizó la publicación de sus dos primeros discos.
Su primer disco, titulado Mojinos Escozíos (el nombre se les ocurrió cuando le preguntaron al bajista Zippy por un ataque de hemorroides que sufría y respondió «tengo to' el mojino escozío») contenía, por una parte, canciones originales del grupo, como «Jerónima», «Los cochinos» y «Montanbique», los sencillos del álbum, o «Tío chulo», que sirve de apertura en los conciertos. Por otra parte, contenía versiones de canciones de diversos grupos, como «El cura» («Into the Fire», de Deep Purple), «El corral» («La Grange», de ZZ Top), «Caga ya» («The Jack», de AC/DC), o la que contiene la nueva versión del disco, «Fuego» («Fire», de Jimi Hendrix). A pesar del pesimismo del grupo de triunfar en el mercado, el álbum consiguió el disco de oro con 90 000 copias vendidas.
El segundo disco se llamó Demasiao perro pa trabajá, demasiao carvo par rocanró, en honor al famoso disco de Jethro Tull Too Old To Rock 'n' Roll: Too Young To Die! (Demasiado viejos para el rock and roll, demasiado jóvenes para morir). Superó las ventas del primer trabajo, consiguiendo el doble platino (200 000 copias). Su primer sencillo, Chow Chow, llegó a estar entre las tres canciones que más sonaron en el verano.[cita requerida]
Durante esos años actuaron en conciertos y festivales de rock a los que acudían miles de personas, destacando el festival «Barbarian Rock», en Jerez de la Frontera, donde fueron los sustitutos de última hora de Motörhead, el Doctor Music en los Pirineos.

### Etapa con DRO
En el año 2000, los Mojinos Escozíos publicaron su tercer álbum y primero con la discográfica DRO, titulado En un cortijo grande el que es tonto se muere de hambre; nombre debido, en parte, a los estudios «El cortijo»,[cita requerida] situados en Málaga, donde el grupo, a partir de este momento, edita todos sus trabajos. El grupo experimenta diversos estilos y una música más eléctrica, con mayores efectos de sonido. El disco también gozó de un éxito considerable, vendiendo 150 000 copias.
Al año siguiente, los Mojinos volvieron a los estudios «El cortijo» (y lo continuaron en Barcelona, en los estudios «Bit a beat») para lanzar su cuarto álbum, con el nombre de Las margaritas son flores del campo. El éxito sería inmediato, y se convirtió en el disco más vendido del grupo hasta la fecha.[cita requerida] Sólo en su primera semana, el álbum vendió 150 000 copias. Este disco incluía como novedad un DVD de regalo con videoclips de algunas de las canciones y sketches del grupo, grabados en «El cortijo». La anécdota de este disco es que el día 11 de septiembre de 2001, que coincidía con el atentado de las Torres Gemelas de Nueva York, los Mojinos alcanzaron el primer puesto en ventas con este disco.[cita requerida]
En 2002, los Mojinos Escozíos grabaron Más de 8 millones de discos vendidos con la colaboración de una big band. El DVD que lo acompañaba contiene una película, La gran mentira del rocanró, dirigida por Tono Errando y protagonizada por los mismos Mojinos, que combina humor y música (en la misma, el grupo presenta en un teatro su quinto disco).
Los Mojinos Escozíos estaban esperando una excusa para grabar una ópera rock, y la llegada de Operación Triunfo fue lo que les hizo falta. Así, en 2003, grabaron Ópera rock triunfo, un musical cuyo argumento es una parodia de la academia de Operación Triunfo.
El éxito que necesitaba Ópera rock triunfo lo consigue Semos unos monstruos, lanzado en 2004 y considerado por muchos[¿quién?] el mejor de sus discos. En este disco, se vuelve a la formación clásica, sin secciones de viento. Vendieron más de medio millón de copias.[cita requerida]
En navidades de 2005, los Mojinos lanzan su octavo trabajo, titulado Con cuernos y a lo loco (el nombre es una parodia de la película Con faldas y a lo loco), en la línea heavy del anterior. Como novedad, los Mojinos salen aquí vestidos como vikingos, tanto en los vídeos como en los conciertos de la gira. Su primer sencillo, «Ueoh!», alcanzó unas cuotas de audiencias espectaculares el primer día: 3 620 384 personas (22.5 % de share) vieron entero el vídeo.[cita requerida] El segundo sencillo fue elegido por los fanes del grupo por votación entre el resto de temas en la web de Mojinos, siendo «Mi barrí de servesa» la elegida finalmente. Este CD no contiene un DVD como hicieron con los anteriores.
En 2006, la banda celebró el décimo aniversario de la publicación de su primer álbum con el lanzamiento de 10 años escozíos. El disco contenía 3 CD: un recopilatorio con sus grandes éxitos, uno con canciones inéditas, y otro de «autotributo», siendo ellos mismos los que hacen versiones de sus propios éxitos haciéndose pasar por grupos musicales totalmente inventados o parodiando a otros conocidos. También posee un DVD con videoclips de los singles y algunos de los sketches de los DVD de Las margaritas son flores del campo y Semos unos monstruos.
El décimo disco de los Mojinos Escozíos, Pa pito el mío fue publicado el 20 de noviembre de 2007. En él decidieron tratar temas de actualidad, como el carnet por puntos («Ya no tienes puntos»), la ley que prohíbe fumar en lugares públicos («No se puede fumá», partes 1 y 2), o el programa Gran Hermano («Apúntate en er Gran Hermano»). La portada es una parodia de la del álbum Papito, de Miguel Bosé. Es el primer disco en que uno de sus componentes, el guitarrista, Vidal Barja Jr. «Vidalito» ejerce de coproductor. El 3 de diciembre de 2007, día en que presentaban su nuevo disco en el programa Colga2 con Manu, de Canal Sur 2, recibieron de manos del presentador el disco de oro por las ventas obtenidas de este álbum.
Los novios que las madres nunca quisieron para sus hijas y el novio que las hijas nunca quisieron para sus madres salió a la venta el 2 de diciembre de 2008, y es su primer disco sin Toni Martínez, el mánager del grupo, que falleció el 3 de enero de 2008. Incluye 16 temas nuevos, entre ellos el sencillo «La mamá de José», que se pudo ver un mes antes de la salida del disco. El disco contiene un DVD en el que se pueden ver videoclips, sketches, e incluso hologramas de los miembros de grupo. Vidal Barja Jr. «Vidalito» vuelve a ser el productor.
El 2 de marzo de 2010 salió a la venta La Leyenda de los hombres más guapos del mundo, con «Qué bonito sería (La utopía)» como primer sencillo, acompañando a otros videoclips como «Frío en Madrid» o «La leyenda del ruso que dejó Rusia sin vodka».
El 6 de septiembre de 2011 salió a la venta Mená Chatruá, en el que reúnen los singles más exitosos del grupo, grabados con la colaboración de más de 20 artistas como José Manuel Casañ y Pau Donés, Melendi y Ariel Rot, Rosa López y el dúo Pimpinela, Miguel Ríos, Chenoa, Mägo de Oz, David Demaria y otros.
Recordando a su álbum de 2004, Semos unos monstruos, la banda publica Semos unos máquinas el día 11 de junio de 2013. Será un disco con una gran variedad temática, con canciones sobre las máquinas y la tecnología («Semos unos máquinas», «Lo mío es el metal»), otras de temas diversos e incluso un par de secuelas de canciones antiguas. 
Selfi, Bragas y Rocanró, su siguiente disco, vio luz el 16 de mayo de 2015. El sencillo elegido fue «Caroline», un tema sacado del programa de RTVE «Hit - La canción» y compuesto por María y Adriano.
El 12 de mayo de 2017 publican Maduritos y resultones; un álbum en el que, además de incluir temas nuevos, adjuntan un DVD con algunos de los temas más populares del grupo interpretados en directo, a conmemoración de su 20º aniversario.-
El 26 de septiembre de 2020 fallece «Chicho» a causa de un cáncer. Dicha enfermedad le había impedido participar en la gira de 2019.
El 22 de mayo de 2021 es presentado oficialmente en redes sociales al nuevo guitarrista de la banda, éste es Ale Rodríguez «El Kanishe».

## Discografía
- Mojinos Escozíos (1996) disco de oro: 90 000 copias vendidas.
- Demasiao perro pa trabajá, demasiao carvo pal rocanró (1998) 2x Disco de Platino: 200 000 copias vendidas.
- En un cortijo grande el que es tonto se muere de hambre (2000).
- Las margaritas son flores del campo (2001).
- Más de 8 millones de discos vendidos (2002).
- Ópera Rock Triunfo (2003).
- Semos unos monstruos (2004).
- Con cuernos y a lo loco (2005).
- Diez años escozíos (2006).
- Pa pito el mío (2007).
- Los novios que las madres nunca quisieron para sus hijas y el novio que las hijas nunca quisieron para sus madres (2008).
- La leyenda de los hombres más guapos del mundo (2010).
- Mená chatruá (2011).
- Semos unos máquinas (2013).
- Selfi, bragas y rocanró (2015).
- Maduritos y resultones (2017).
- Semos los más grandes (2019).

## Miembros
- Miguel Ángel Rodríguez «El Sevilla» — voz y armónica.
- Juan Carlos Barja «Zippy» — bajo y coros.
- † Juan Ramón Artero «Chicho» — guitarra solista y coros (Fallecido el 26 de septiembre de 2020).[2]
- Ale Rodríguez «El Kanishe» — guitarra solista y coros.
- Vidal Barja Jr. «Vidalito» — guitarra rítmica y coros.
- Vidal Barja «El Puto» —  batería y coros.

Colaborador:
- Esteve Coll. Productor discográfico de los álbumes, y pianista (No es miembro de la banda).

## Filmografía
- Ekipo Ja.
- La gran mentira del rocanró.
- Mucha sangre.